# Manom
Manom – miejscowość i gmina we Francji, w regionie Grand Est, w departamencie Mozela.
Według danych na rok 1990 gminę zamieszkiwały 2624 osoby, a gęstość zaludnienia wynosiła 253 osób/km² (wśród 2335 gmin Lotaryngii Manom plasuje się na 169. miejscu pod względem liczby ludności, natomiast pod względem powierzchni na miejscu 579.).

## Współpraca
Miejscowość partnerska:
- Dudelange, Luksemburg